# Trasporti a Legnano
Il sistema dei trasporti di Legnano comprende un'autostrada, una stazione ferroviaria, alcune strade statali, una strada provinciale ed una rete di trasporto pubblico.

## Trasporto su strada
Per Legnano passano l'autostrada  (Milano-Varese), la  del Sempione, la  Gallaratese, la  Bustese e la strada provinciale n° 12 Legnano-Inveruno.

## Ferrovie

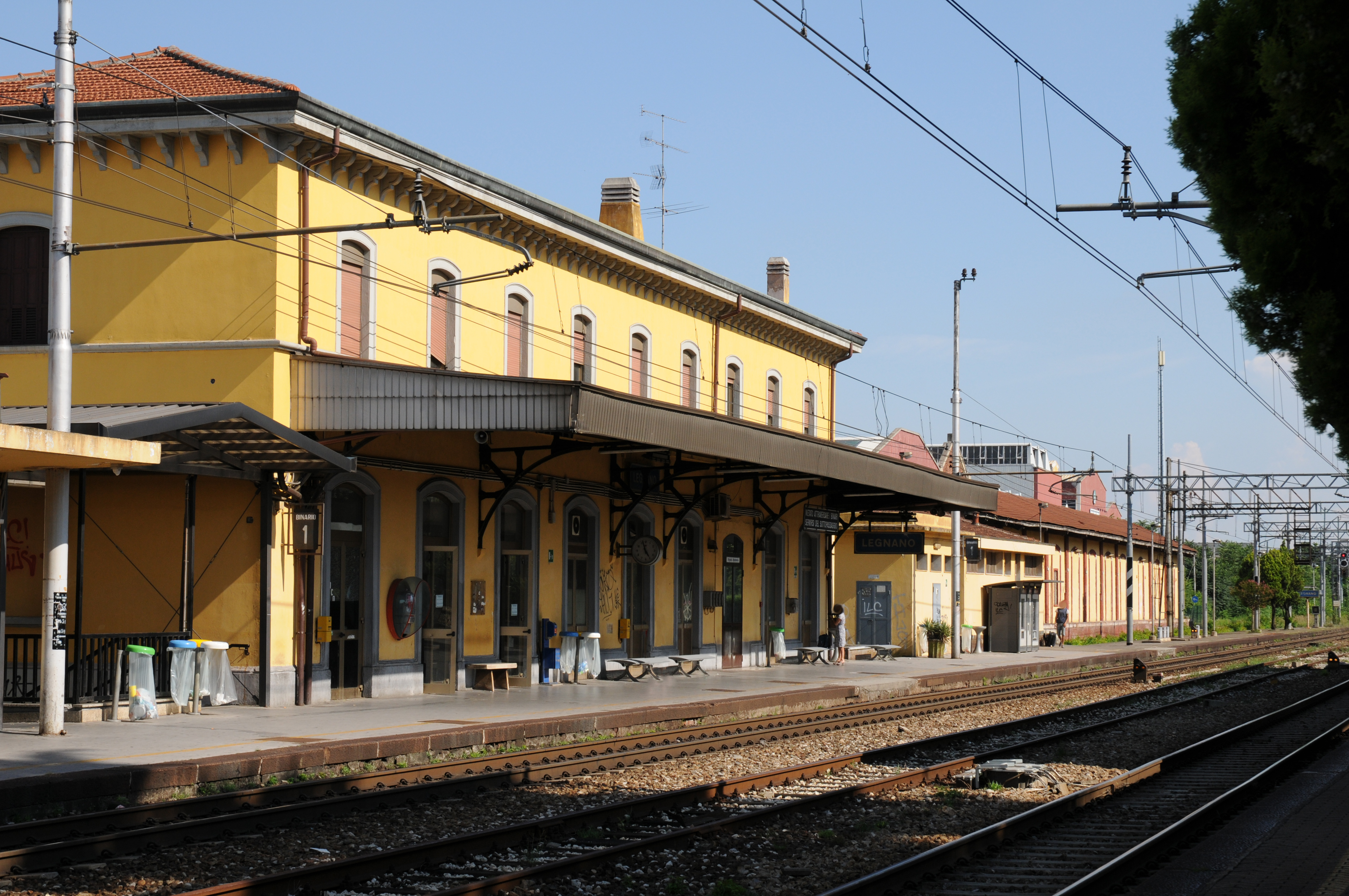
La stazione ferroviaria di Legnano

Legnano è attraversata dalla ferrovia Domodossola-Milano ed è dotata di una stazione di superficie con 3 binari, di cui 2 serviti da banchine. Nella stazione è presente un sottopasso dotato di monitor. È servita dalla linea S5 del Servizio ferroviario suburbano di Milano e dai treni regionali Trenitalia che percorrono le direttrici Domodossola-Arona-Milano Centrale, Porto Ceresio-Varese-Milano Porta Garibaldi. 
La costruzione della linea ferroviaria Milano-Gallarate risale al 1860, quando fu prolungato il tratto Milano-Rho, inaugurato dagli austriaci nel 1858.
Negli anni novanta è stato inaugurato il parcheggio.

## Autobus

### Servizio urbano
La città è dotata di un servizio di trasporto urbano di 6 linee e gestito dalla società "STIE" e sono:
- Linea A: Canazza - Mazzafame
- Linea B: Locatelli - Cimitero Parco
- Linea C: Menotti/Robino - Costa S.Giorgio
- Linea D: Pionieri dell'Aria - Montenevoso (attiva nei giorni di scuola)
- Linea E: Canazza - Cimitero/Mercato (attiva nei giorni di scuola)
- Linea H: Olmina - Ospedale Nuovo

### Servizio interurbano
Legnano è inoltre collegata con Milano e con i Comuni limitrofi con le seguenti linee gestite dalle aziende di trasporto "MOVIBUS" , "Restelli"  "FNM Autoservizi":
- H601 Tradate - Legnano - Busto Arsizio  gestore FNM Autoservizi
- H607 Legnano - Rescaldina - Rescalda gestore Restelli
- z601 Legnano - Milano MM Dorino via Sempione M1 gestore Movibus
- z602 Legnano - Milano A8 gestore Movibus
- z605 San Giorgio su Legnano - Canegrate - Parabiago - Milano gestore Movibus
- z609 Legnano - Rho Fiera M1 gestore Movibus
- z611 Legnano - Canegrate - Parabiago gestore Movibus
- z612 Legnano - Cerro Maggiore - Lainate gestore Movibus
- z627 Castano Primo - Busto Garolfo - Legnano gestore Movibus
- z629 Pregnana Milanese - Mantegazza - Rogorotto - Parabiago - Canegrate - Legnano gestore Movibus
- z636 Nosate - Castano Primo - Vanzaghello - Legnano gestore Movibus
- z642 Magenta - Corbetta - Busto Garolfo - Legnano gestore Movibus

## Aeroporti
Legnano dista 25 km dall'Aeroporto di Milano-Malpensa e 47 km dall'Aeroporto di Milano-Linate.